# Bad Grönenbach

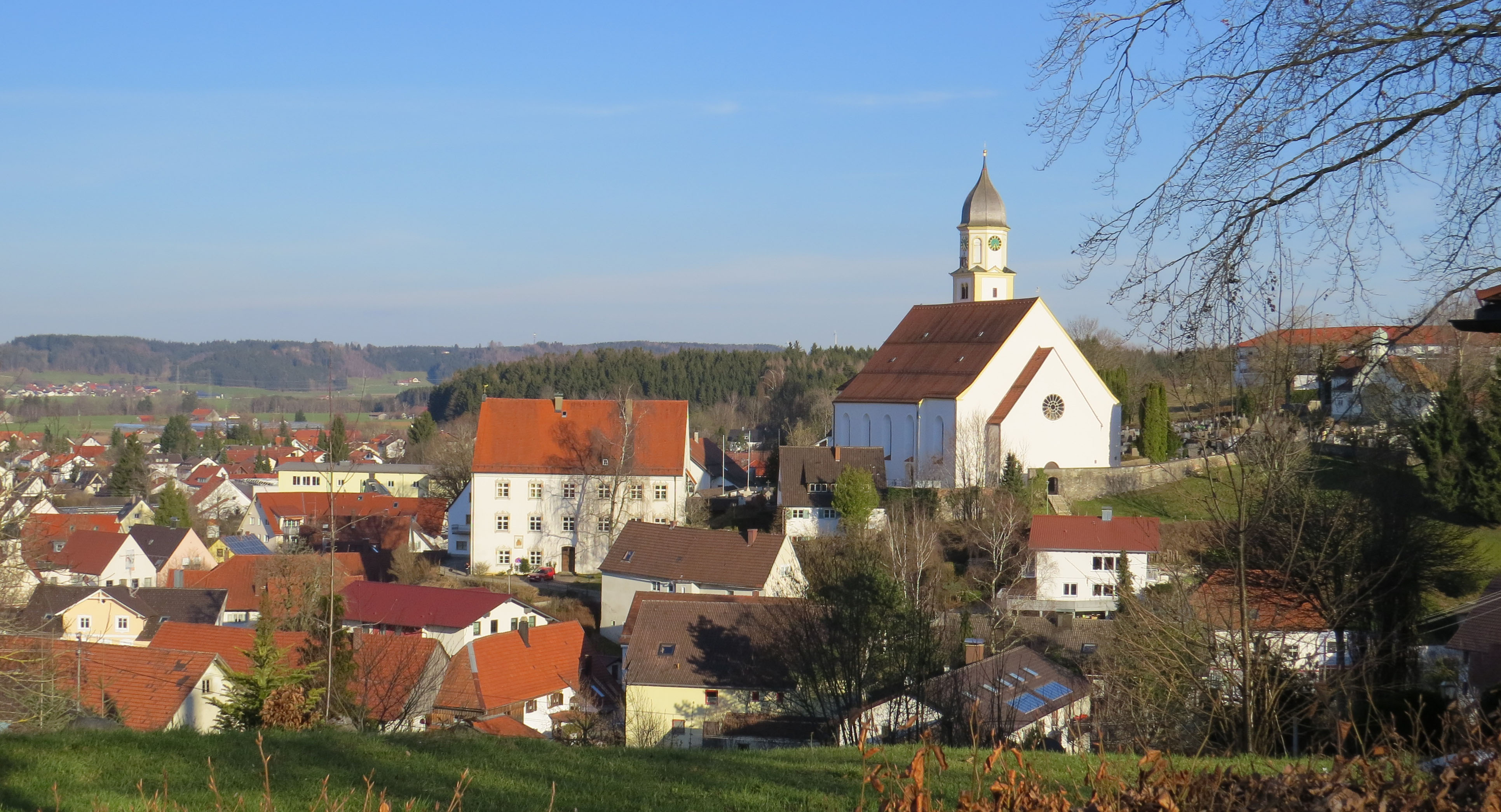
Stiftsberg in Bad Grönenbach

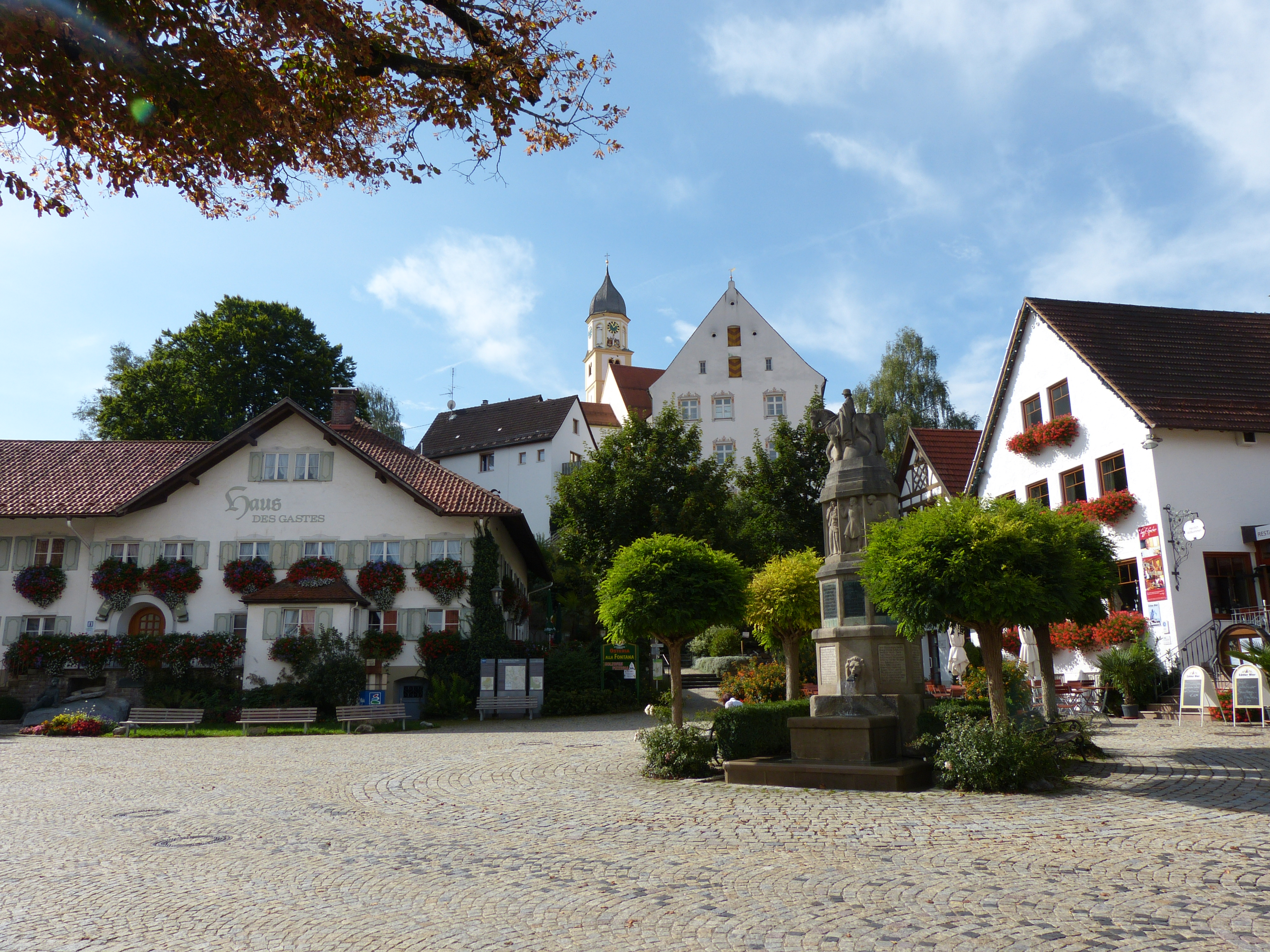
Marktplatz in Bad Grönenbach, mit Kollegiatstift und Kirche St. Philipp und Jakob im Hintergrund

Bad Grönenbach ist ein Markt im schwäbischen Landkreis Unterallgäu und der Sitz der Verwaltungsgemeinschaft Bad Grönenbach.
Der Ort ist als Kneippkurort staatlich anerkannt. Der Markt befindet sich zwischen den Städten Memmingen im Norden und Kempten im Süden. Etwas östlich von Bad Grönenbach verläuft die A 7. Die Herrschaft über den 1099 erstmals urkundlich erwähnten Ort wechselte im Laufe der Jahrhunderte mehrmals. Ein lokaler Ortsadel bestand bis Anfang des 13. Jahrhunderts, danach ging die Herrschaft über verschiedene Adelsgeschlechter, bis Bad Grönenbach 1803 Bayern zugeschlagen wurde.
Seit dem 1. April 1997 führt der Markt den Namen Bad Grönenbach.

## Geografie

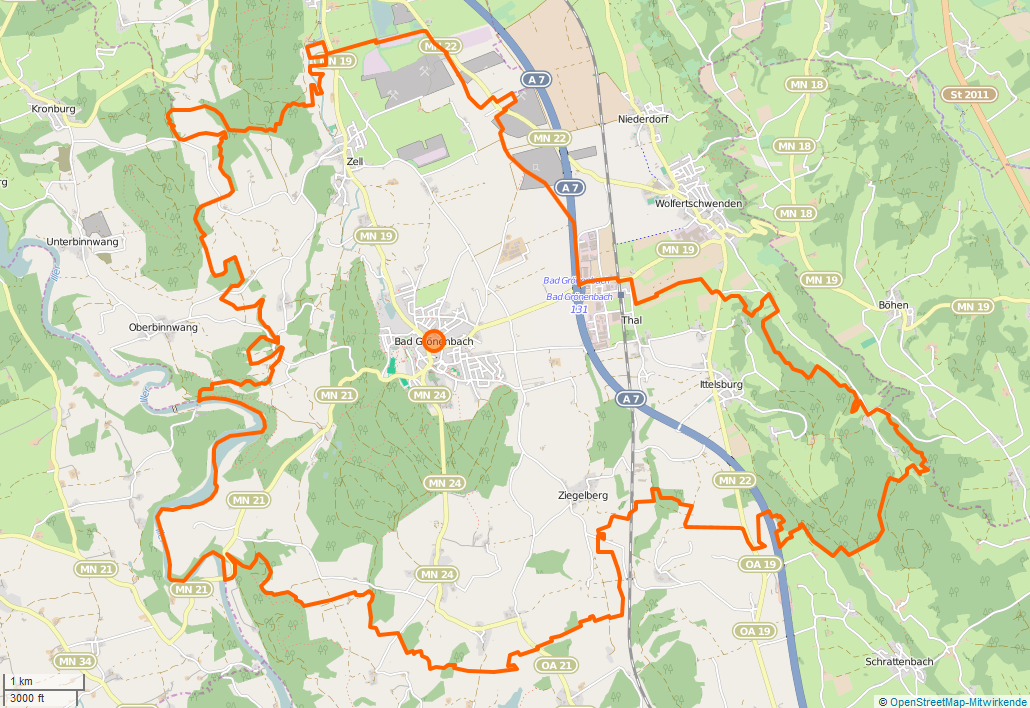
Ausdehnung des Gemeindegebietes von Bad Grönenbach

### Topographie
Der Ort liegt im Südwesten Bayerns, rund 13 Kilometer südlich der kreisfreien Stadt Memmingen in der Region Donau-Iller in Oberschwaben. Der Markt im südwestlichen Bereich des Landkreises Unterallgäu auf einer Höhe von 718 m ü. NHN und grenzt südlich an den Landkreis Oberallgäu, mit dem die typische Allgäuer Hügellandschaft beginnt. Die höchste Erhebung mit 841 m ü. NHN befindet sich im Südosten des Gemeindegebietes, etwa 1,4 km südsüdöstlich des Weilers Hintergsäng. Ungefähr ein Viertel des Gemeindegebiets ist mit Wald bedeckt, größtenteils der Grönenbacher Wald südwestlich des Hauptortes.

### Gemeindegliederung
Die Gemeinde hat 46 Gemeindeteile (in Klammern ist der Siedlungstyp angegeben):
- Au (Weiler)
- Bad Grönenbach (Hauptort)
- Brandholz (Einöde)
- Darast (Einöde)
- Dießlings (Einöde)
- Egg (Weiler)
- Ehwiesmühle (Weiler)
- Falken (Einöde)
- Fautzen (Einöde)
- Frauenkau (Weiler)
- Gmeinschwenden (Dorf)
- Greit (Weiler)
- Haitzen (Weiler)
- Herbisried (Dorf)
- Hintergsäng (Einöde)
- Hohmanns (Weiler)
- Hörpolz (Dorf)
- Hueb (Weiler)
- In der Tarrast (Weiler)
- Ittelsburg (Kirchdorf)
- Klevers (Einöde)
- Koppenloh (Einöde)
- Kornhofen (Weiler)
- Kreuzbühl (Einöde)
- Manneberg (Einöde)
- Niedergsäng (Weiler)
- Niederholz (Einöde)
- Ölmühle (Weiler)
- Raupolz (Weiler)
- Rechberg (Einöde)
- Rothenstein (Weiler)
- Rothmoos (Einöde)
- Schachen (Einöde)
- Schulerloch (Dorf)
- Schwenden (Weiler)
- Seefeld (Einöde)
- Streifen (Weiler)
- Thal (Dorf)
- Vordergsäng (Weiler)
- Waldegg (Einöde)
- Wieslings (Einöde)
- Zell (Kirchdorf)
- Zellereinöde (Weiler)
- Ziegelberg (Dorf)
- Ziegelstadel (Weiler)

Es gibt die Gemarkungen Bad Grönenbach und Zell.

### Nachbargemeinden
Bad Grönenbach grenzt im Uhrzeigersinn an die Gemeinden Legau, Kronburg, Woringen, Wolfertschwenden, Böhen, alle im Landkreis Unterallgäu, sowie an die Gemeinde Dietmannsried im Landkreis Oberallgäu.

### Geologie
Geologisch liegt der größte Teil des Gemeindegebietes in der Naturraumeinheit des Unteren Illertales, lediglich ein kleiner Teil im Süden wird dem Naturraum Iller-Vorberge zugeordnet. Dort befinden sich die zu Bad Grönenbach gehörenden Dörfer Ziegelberg und der südöstliche Bereich von Herbisried. Die ältesten Gesteine im Untergrund des Gemeindegebietes werden durch miozäne Ablagerungen der Oberen Süßwassermolasse gebildet, die hier aus Mergeln, Sanden sowie Tonen mit eingelagerten Kiesen aufgebaut ist. Während der nachfolgenden Eiszeiten im Pleistozän wurde die Ebene der Oberen Süßwassermolasse mehrfach von Gletschern überfahren. Eiszeitliche Flüsse schnitten sich tief in die Ebene ein, so dass die Ablagerungen der Süßwassermolasse heute nur noch lokal an den Rändern der Täler aufgeschlossen sind.
Geomorphologisch prägend war im Raum Bad Grönenbach die Würm-Kaltzeit. Während des Maximums der Eisausdehnung lag die Gletscherfront im Memminger Tal. Beim Zurückschmelzen des Gletschers bildeten sich zwischen den Endmoränen und der Gletscherfront große Eisstauseen. Östlich von Ziegelberg durchbrachen die Wassermassen die Endmoräne und überfluteten die nördliche Schotterebene bei Memmingen. Durch die hohe erosive Kraft des plötzlich austretenden Gletscherseewassers schnitt sich der Wasserlauf tief in die Schotterterrassen ein und bildete ein charakteristisches Trompetental. Die Stelle, wo die Gletscherwässer durch die Endmoräne gebrochen sind, wird auch als „Allgäuer Tor“ bezeichnet.
Der Untergrund des Hauptortes ist strukturgeologisch geteilt in Schotter der Eiszeiten des Pleistozäns, der Mindel- und der Rißeiszeit. Der Rand des östlichen Gemeindegebietes besteht aus Schotter der Würm-Kaltzeit, der letzten Kaltzeit im Alpenraum. Die Weiler Vordergsäng und Niedergsäng liegen auf einer Altmoräne der Mindel-Kaltzeit, die Hochterrasse des Falken, nördlich daran anschließend, wurde in der Riß-Kaltzeit gebildet. Die Obere Süßwassermolasse aus dem Miozän bildet den Sockel der Erhebung. Die Obere Süßwassermolasse ist auch im Osten der Gemeinde zur Iller hin aufgeschlossen. Der Naturraum der Iller-Vorberge besteht aus einer Jungmöräne mit Endmoränenzügen der Würm-Kaltzeit.

### Naturdenkmäler und Geotope

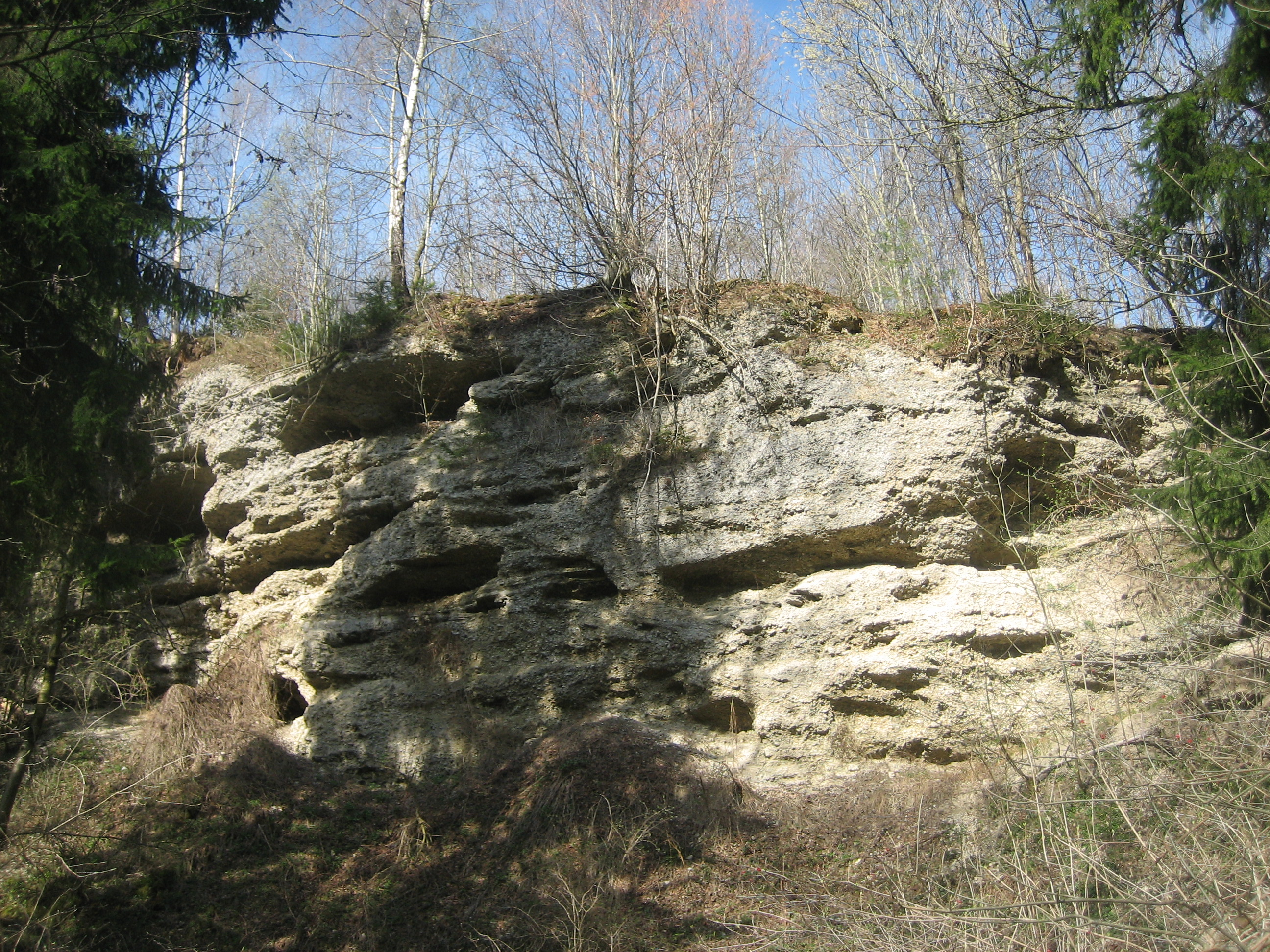
Nagelfluh-Aufschluss bei Waldegg, Bad Grönenbach. Geotop Nr. 778A007

Ziegelberger Trompetentälchen, Geotop Nr. 778R003

In Bad Grönenbach sind die Baumgruppe am Schloßberg, vorwiegend aus Eschen bestehend, und die Weihbrunner Quelle in der Gemarkung Zell als Naturdenkmäler ausgewiesen.
Eingetragene Geotope sind die Nagelfluh-Aufschlüsse westlich von Bad Grönenbach und Waldegg, das Toteisloch bei Herbisried, das Ziegelberger Trompetentälchen, der Nagelfluhfelsen am Falken nordöstlich von Ittelsburg, die Zeller Hochterrasse nordöstlich von Grönenbach und der Prallhang am Illertal nördlich von Fluhmühle.
Die beiden Nagelfluh-Aufschlüsse zeigen Deckenschotter des Unterpleistozäns und wurden künstlich durch den Abbau von Kies geschaffen. Der Nagelfluhfelsen bei Ittelsburg besteht aus Geröll mit überwiegend kalkalpiner Herkunft. Da es deutlich mehr eckige als gerundete Stücke aufweist, wurde das Geröll nur wenig transportiert. Die Gletscherstirn während der letzten Kaltzeit muss somit in nächster Nähe gelegen sein.
Ebenfalls in der letzten Kaltzeit wurde das Ziegelberger Trompetentälchen gebildet, das größte Trompetental im Allgäu. Der Name Trompetental geht auf die trichterförmige Öffnung des Tales in nördlicher Richtung, ähnlich einem Trompetenhals, zurück. Albrecht Penck wies unter anderem mit Hilfe der Zeller Hochterrasse und des dort abgelagerten Schotters die Mehrgliedrigkeit des Pleistozäns nach. Der Talgrund der Schotterterrasse stammt aus der Würmeiszeit, darüber erhebt sich die Hochterrasse der Rißeiszeit, die wiederum von der Terrasse der Mindeleiszeit überragt wird.

### Flächennutzung
| Flächennutzung          | Fläche in ha 2013 | Fläche in ha 2023 |
| ----------------------- | ----------------- | ----------------- |
| Gebäude- und Freifläche | 351               | 432               |
| Verkehrsfläche          | 158               | 166               |
| Landwirtschaftsfläche   | 2616              | 2475              |
| Waldfläche              | 1031              | 1031              |
| Wasserfläche            | 35                | 28                |
| Sonstige Flächen        | 11                | 67                |
| Gesamtfläche            | 4202              | 4199              |

Das ländlich geprägte Gebiet von Bad Grönenbach hat mit 58,9 Prozent einen signifikant höheren Anteil an Landwirtschaftsfläche als der bayerische Durchschnitt mit 46 Prozent. Die Waldfläche umfasst circa ein Viertel des Gebietes und ist um rund 10 Prozentpunkte geringer als der Landesdurchschnitt mit 35,4 Prozent. Die größte zusammenhängende Waldfläche erstreckt sich unmittelbar am Ortsrand südwestlich von Bad Grönenbach. Neben weiteren kleineren, auf dem Gemeindegebiet verteilten Waldflecken ist die südöstliche Ecke an der Grenze zum Landkreis Oberallgäu bewaldet.
Die Wasserfläche mit 28 Hektar oder 0,7 Prozent der Fläche ist statistisch weniger als halb so groß wie der Landesdurchschnitt mit 2 Prozent. Die Gebäude- und Freiflächen sowie der Anteil der Verkehrsflächen liegen ungefähr im Landesdurchschnitt.

### Gewässer
Auf dem Gebiet der Gemeinde liegen verschiedene natürliche und künstlich angelegte Gewässerflächen. Am nördlichen Ortsausgang befindet sich das Naturfreibad Bad Clevers und weiter nach Norden gibt es zwei weitere kleinere Seen im Bereich des Weilers Ziegelstadel. Westlich und südlich unterhalb des Hohen Schlosses sind mehrere Weiher, zum Teil für die Fischzucht, angelegt. Weitere Gewässer befinden sich im Grönenbacher Wald nach dem Gemeindeteil Rothenstein. Kurz hinter der Grenze zum Landkreis Oberallgäu entspringt der Zeller Bach, der das Gemeindegebiet in nördlicher Richtung durchfließt und kurz vor Memmingen in den Kressenbach mündet. Der Bach wird von einer Reihe kleiner Zuflüsse gespeist. Östlich des Dorfes Zell ist durch Kiesabbau ein Baggersee entstanden. Zu Bad Grönenbach gehört ein Teil der Iller. Das rechte Ufer des Flusses erstreckt sich von Süden ab dem Weiler Au bis zum Illerkraftwerk der Illerstufe 6 bei Sack auf dem Gemeindegebiet. Auf Höhe der Einöde Rechberg bildet die Iller eine Schleife mit einem Prallhang, der rund 78 Meter abfällt. Sämtliche Gewässer gehören zur Flussgebietseinheit Donau.

### Klima
In Bad Grönenbach herrscht ein gemäßigtes, im Vergleich zu den Daten der Normalperiode von 1961–1990 für Deutschland aber eher kühles Klima. Im Februar, dem statistisch trockensten Monat, gibt es noch 55 mm Niederschlag, im Jahr sind es durchschnittlich 995 mm. Der heißeste Monat ist mit durchschnittlich 16,3 °C der Juli (im deutschlandweiten Durchschnitt sind es 16,9 °C), der Januar ist mit durchschnittlich −2,0 °C der kälteste, während für den gleichen Monat im Durchschnitt in Deutschland eine Temperatur von −0,5 °C herrscht. Die jährliche Durchschnittstemperatur beträgt 7,2 °C, das Mittel der Normalperiode weist für Deutschland eine Durchschnittstemperatur von 8,24 °C aus.
|                        | Jan  | Feb  | Mär  | Apr  | Mai  | Jun  | Jul  | Aug  | Sep  | Okt  | Nov  | Dez  |   |      |
| Mittl. Temperatur (°C) | −2,0 | −0,8 | 2,7  | 6,5  | 11,0 | 14,5 | 16,3 | 15,5 | 12,6 | 7,5  | 2,7  | −0,9 | ⌀ | 7,2  |
| Mittl. Tagesmax. (°C)  | 1,4  | 3,1  | 7,3  | 11,4 | 16,3 | 19,7 | 21,5 | 20,7 | 17,7 | 11,9 | 6,1  | 2,2  | ⌀ | 11,6 |
| Mittl. Tagesmin. (°C)  | −5,3 | −4,6 | −1,8 | 1,6  | 5,8  | 9,3  | 11,1 | 10,3 | 7,5  | 3,2  | −0,6 | −3,9 | ⌀ | 2,8  |
|                        |      |      |      |      |      |      |      |      |      |      |      |      |   |      |
| Niederschlag (mm)      | 62   | 55   | 59   | 76   | 101  | 120  | 120  | 117  | 85   | 64   | 66   | 70   | Σ | 995  |

| −5,3 |

| −4,6 |

| −1,8 |

| 1,6 |

| 5,8 |

| 9,3 |

| 11,1 |

| 10,3 |

| 7,5 |

| 3,2 |

| −0,6 |

| −3,9 |

| −5,3 |

| −4,6 |

| −1,8 |

| 1,6 |

| 5,8 |

| 9,3 |

| 11,1 |

| 10,3 |

| 7,5 |

| 3,2 |

| −0,6 |

| −3,9 |

| N i e d e r s c h l a g | 62  | 55  | 59  | 76  | 101 | 120 | 120 | 117 | 85  | 64  | 66  | 70  |
|                         | Jan | Feb | Mär | Apr | Mai | Jun | Jul | Aug | Sep | Okt | Nov | Dez |

## Geschichte

### Ur- und Frühgeschichte
Bereits in frühgeschichtlicher Zeit war das Gebiet der heutigen Marktgemeinde besiedelt, was ein Depotfund bei Ittelsburg aus der Bronzezeit von 1800 bis 1200 v. Chr. belegt. Der Fund, bestehend unter anderem aus mehreren Lappenbeilen, wird im Stadtmuseum Memmingen aufbewahrt. Aus der Eisenzeit, genauer der La-Tène-Zeit, stammen die Wallanlagen auf dem Falken oberhalb von Ittelsburg. Die Römer besiedelten das Gebiet, nachdem sie 15 v. Chr. die Vindeliker besiegt und die Provinz Raetia gegründet hatten. Nach dem Zerfall des Römischen Reiches besiedelten im 6. Jahrhundert germanische Alemannen und Thüringer die Gegend. Ein eigener Ortsadel bildete sich vermutlich im 8. Jahrhundert und bestand bis Anfang des 13. Jahrhunderts.

### 11. bis 17. Jahrhundert

Burgruine Rothenstein

Die erste urkundliche Erwähnung von Grönenbach war im Jahre 1099, als der lokale Ortsadel in Grönenbach herrschte. Die Linie der sogenannten Edlen von Grönenbach starb 1260 mit der Nonne Adelheid von Grönenbach im Kloster Ottobeuren aus. In der Folge übernahmen die Herren von Rothenstein die Herrschaft Grönenbach als Lehen des Fürststifts Kempten. Diese hatten ihre Stammburg westlich von Grönenbach im gleichnamigen Gemeindeteil. Das Fürststift Kempten hatte zuvor bereits die weltliche und geistliche Gerichtsbarkeit über das Schloss Rothenstein und die dazugehörenden Besitztümer inne und gliederte Grönenbach auf Erlaubnis Ottos II. in die Herrschaft ein. Die Rothensteiner herrschten über Grönenbach ab dem Ende des 13. Jahrhunderts bis 1482. Ihre Herrschaft war in dieser Zeit kurz unterbrochen, als Grönenbach an Hans Rizner von Memhölz und Hans den Syrgen von Syrgenstein fiel. 1384 wurde sie wieder von den Rothensteinern übernommen. Letzte zentrale Person für Grönenbach war der Rothensteiner Ludwig von Rothenstein. Er stiftete das Kollegiatstift, das Heilig-Geist-Spital und die Kirche St. Leonhard im benachbarten Ittelsburg. Mit ihm erlosch die Linie Rothenstein und die Herrschaft ging an seinen Neffen Heinrich von Pappenheim über. In der Folge kam es zu Streitigkeiten zwischen den anderen Linien der Rothensteiner und den Pappenheimern über die Erbregelung Ludwigs, die 1508 durch ein Urteil der Regierung von Innsbruck beigelegt wurden. Die Rothensteiner verzichteten damit endgültig auf Grönenbach. Kaiser Friedrich III. verlieh 1485 Grönenbach das Marktrecht. Die Pappenheimer waren bis 1612 in Grönenbach ansässig. In ihre Herrschaft fiel 1559 die Einführung des evangelisch-reformierten Bekenntnisses in Grönenbach durch Philipp von Pappenheim. Durch Heirat ging Grönenbach an die Fugger von der Lilie über. Diese führten Grönenbach in der Zeit des Dreißigjährigen Krieges und erlebten 1632 die Plünderung des Hohen Schlosses durch die Schweden. Das Lehen Grönenbach fiel 1695 von den Fuggern an das Fürststift Kempten zurück.

### 18. und 19. Jahrhundert

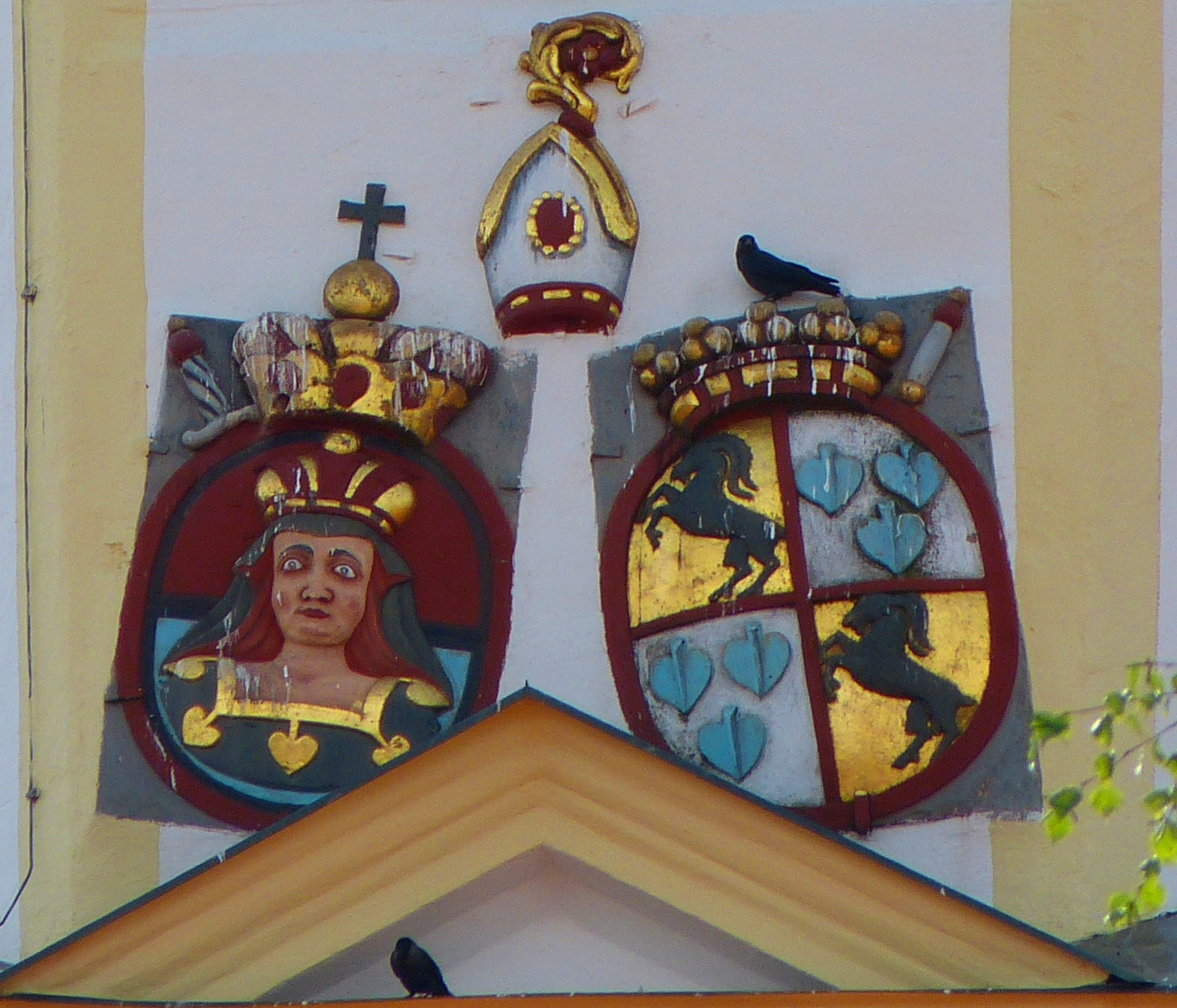
Wappen des Fürststifts Kempten und Rupert von Bodmann am Turm der Stiftskirche St. Philipp und Jakob

Die Fürstäbte des Stifts in Kempten richteten im Hohen Schloss ein Pflegamt ein und besetzten es bis 1803 mit adligen Stiftskanonikern als Pfleger. Mit der Säkularisation 1803 wurde das Lehen aufgehoben und Grönenbach fiel an den bayerischen Staat unter der Herrschaft des Kurfürsten Maximilian I. Von 1804 bis zur Einführung des Gerichtsverfassungsgesetzes 1879 bestand in Grönenbach ein Landgericht. 1818 wurde mit dem bayerischen Gemeindeedikt die Landgemeinde Grönenbach gegründet, zu der auch das Kirchdorf Ittelsburg und die Dörfer Hörpolz, Ziegelberg, Thal, Gmeinschwenden, Herbisried und Schulerloch gehörten.
Ende des 19. Jahrhunderts hielt sich der Pfarrer Sebastian Kneipp für rund zwei Jahre in Grönenbach auf.

### 20. und 21. Jahrhundert
Die beiden Weltkriege des 20. Jahrhunderts forderten in Grönenbach etliche Opfer. Im Ersten Weltkrieg fielen 72 und im Zweiten Weltkrieg 244 Personen oder wurden vermisst. Im Zuge der Vertreibung der deutschstämmigen Bevölkerung aus den Ostgebieten musste Grönenbach mit den dazugehörigen Weilern über tausend Vertriebene aufnehmen. Anfang des 20. Jahrhunderts wurde das Kurwesen ausgebaut. Dadurch und durch den Aufenthalt von Sebastian Kneipp wurde Grönenbach 1954 als Kneippkurort anerkannt. Das Prädikat Kneippheilbad und der Namenszusatz Bad wurden Grönenbach 1996 verliehen. Im Jahr 2004 wurde der Kurort vom Verband Deutscher Kneippheilbäder mit dem Zertifikat „Premium-Class-Kneippheilbad“ ausgezeichnet.
Die Gemeinde Zell mit 12 Gemeindeteilen wurde im Rahmen der Gemeindegebietsreform am 1. Juli 1972 nach Bad Grönenbach eingegliedert.
Am 23. Oktober 2015 pflanzte Bürgermeister Bernhard Kerler gemeinsam mit Rainer Nützel (Bereichsleiter Forsten MN), Dr. Hermann S. Walter (Forstbetriebsleiter), Karl Krug (Marktgemeinderat), Maria Hartmann (Ortsbäuerin), Josef Miller (Staatsminister a. D.) und Albert Endres (Forstbetriebsgemeinschaft) das Baumdenkmal für die Deutsche Einheit im Bad Grönenbacher Wald an der Lichtung in Richtung Dachsweg.

## Bevölkerung
Nach dem Zensus 2011 lebten in der Marktgemeinde 5262 Menschen, davon waren 2588 (49 Prozent) männlich und 2674 (51 Prozent) weiblich. 242 Personen hatten eine ausländische Staatsbürgerschaft, das entspricht 4,6 Prozent. Die polnische Bevölkerungsgruppe stellte mit 47 Personen den größten Anteil, gefolgt von Italienern mit 30 und Türken mit 29. Nach der Altersstruktur waren 19 Prozent der Einwohner 65 Jahre oder älter, knapp 22 Prozent waren jünger als 20 Jahre.
| Männer | Alterstufe | Frauen |
| ------ | ---------- | ------ |
| 6      | > 90       | 40     |
| 75     | 80–89      | 145    |
| 221    | 70–79      | 260    |
| 299    | 60–69      | 274    |
| 379    | 50–59      | 370    |
| 433    | 40–49      | 453    |
| 309    | 30–39      | 295    |
| 276    | 20–29      | 287    |
| 351    | 10–19      | 306    |
| 239    | 0–9        | 244    |

### Bevölkerungsentwicklung

Einwohnerentwicklung von Bad Grönenbach von 1840 bis 2018 nach nebenstehender Tabelle

Auf dem Gebiet der Gemeinde Bad Grönenbach wurden 1840 2213, 1987 4399, im Jahr 2000 5091 und 2009 5272 Einwohner gezählt. In den Nachkriegsjahren von 1945 bis 1947 wurden aufgrund der Vertreibung aus Schlesien, dem Sudetenland, Ostpreußen und weiteren Gebieten rund 1000 Personen in der Gemeinde aufgenommen.
Zwischen 1988 und 2018 wuchs der Markt von 4.460 auf 5.665 um 1.205 Einwohner bzw. um 27 %.
| Jahr            | Einwohner |
| --------------- | --------- |
| 1840 (1. Dez.)  | 2213      |
| 1871 (1. Dez.)  | 2094      |
| 1900 (1. Dez.)  | 2223      |
| 1925 (16. Jun.) | 2676      |
| 1939 (17. Mai)  | 2626      |
| 1950 (13. Sep.) | 3992      |

| Jahr            | Einwohner |
| --------------- | --------- |
| 1970 (27. Mai)  | 4221      |
| 1987 (25. Mai)  | 4399      |
| 1991 (31. Dez.) | 4782      |
| 1995 (31. Dez.) | 5065      |
| 2000 (31. Dez.) | 5091      |
| 2005 (31. Dez.) | 5135      |

| Jahr            | Einwohner |
| --------------- | --------- |
| 2010 (31. Dez.) | 5274      |
| 2015 (31. Dez.) | 5491      |
| 2018 (31. Dez.) | 5706      |
| 2020 (31. Dez.) | 5762      |
| 2023 (1. Dez.)  | 5901      |

Einwohnerstatistik nach Wohnorten:
| Einwohnerzahlen  | 2023  | 2020  | 2019  | 2018  | 2017  | 2016  | 2015  | 2014  | 2013  | 2012  | 2011  | 2010  | 2009  |
| Bad Grönenbach   | 3.664 | 3.598 | 3.592 | 3.581 | 3.508 | 3.456 | 3.386 | 3.354 | 3.294 | 3.250 | 3.236 | 3.252 | 3.241 |
| Zell             | 877   | 874   | 873   | 872   | 869   | 866   | 855   | 856   | 859   | 870   | 891   | 891   | 884   |
| Ittelsburg       | 396   | 389   | 357   | 352   | 347   | 350   | 341   | 321   | 303   | 299   | 281   | 273   | 275   |
| Ziegelberg       | 193   | 166   | 159   | 160   | 158   | 150   | 163   | 160   | 163   | 156   | 152   | 148   | 141   |
| Herbisried       | 146   | 153   | 153   | 149   | 142   | 156   | 164   | 167   | 161   | 161   | 154   | 147   | 150   |
| Weiler + Einöden | 426   | 385   | 381   | 380   | 367   | 365   | 362   | 358   | 361   | 363   | 370   | 376   | 388   |

## Religion
Im Jahr 2023 zählte Bad Grönenbach 5901 Einwohner (5706 im Jahr 2018). Davon bekannten sich 2027, d. h. 45,41 Prozent, zur römisch-katholischen Kirche (im Jahr 2018 3119) und 457, d. h. 10,24 Prozent, zur evangelisch-lutherischen Kirche (661 im Jahr 2018). 299 Einwohner, d. h. 6,7 Prozent, waren evangelisch-reformiert (553 im Jahr 2018). Von 1586 Personen (35,53 Prozent) lag im Jahr 2023 keine Angabe vor (1534 im Jahr 2018), und 92 (61) Personen gehörten einer sonstigen Glaubensgemeinschaft an. Die Altkatholiken hatten 3 (5) Mitglieder.

## Politik

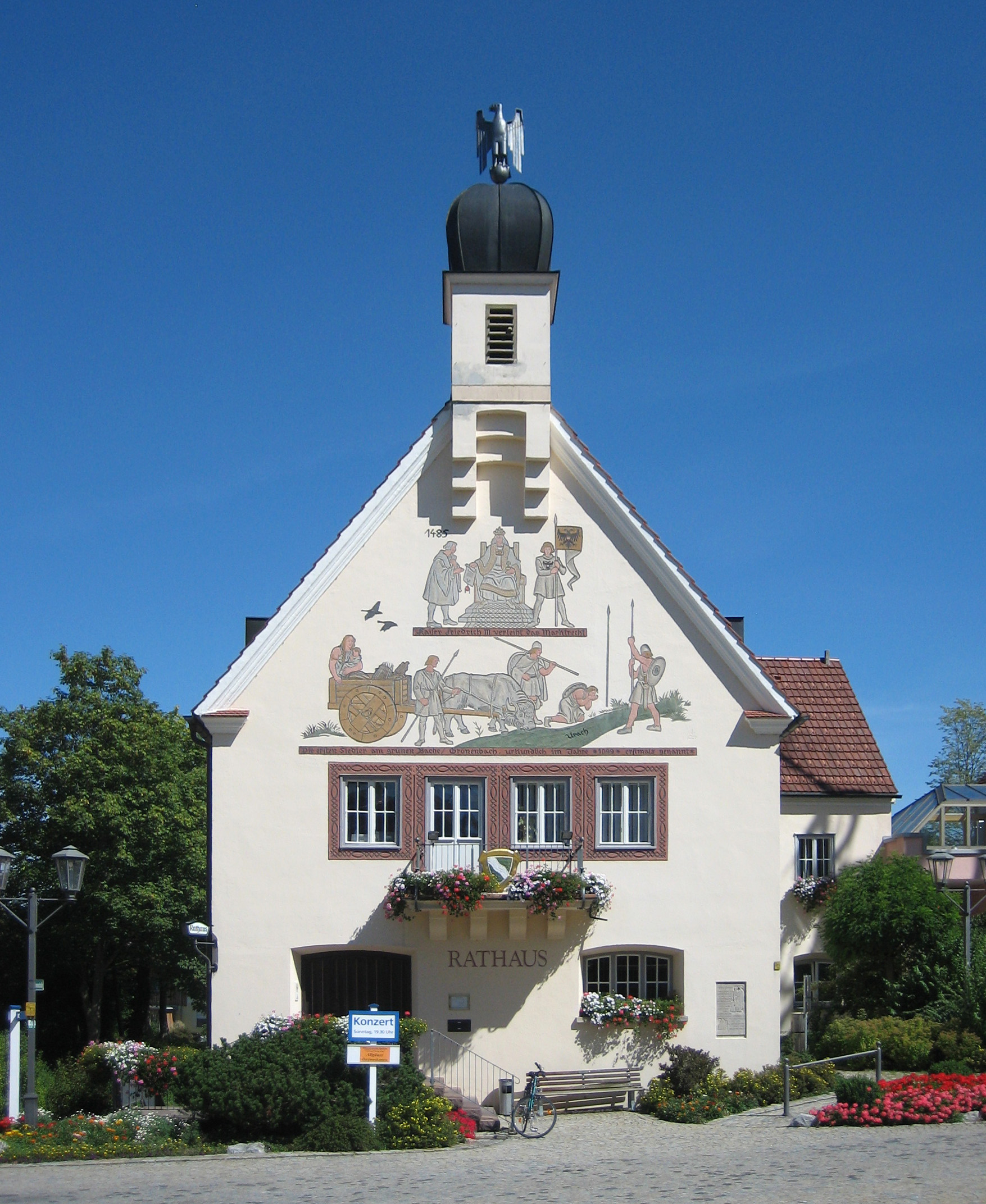
Rathaus von 1936/37

### Gemeinderat
Der Gemeinderat Bad Grönenbachs setzt sich seit 1996 aus 20 Mitgliedern zusammen. Die letzte Gemeinderatswahl fand am 15. März 2020 statt. Die CSU erreichte mit 8 Sitzen die größte Fraktionsstärke, gefolgt von den Freien Wählern mit 5 Sitzen und den Grünen mit 4 Sitzen. SPD behielten drei Sitze. Der Gemeinderat wird für sechs Jahre gewählt. Die Wahlbeteiligung hat seit Mitte der 1980er Jahre kontinuierlich abgenommen, von 75 Prozent 1984 auf knapp 53 Prozent 2014. Bei der letzten Wahl konnte wieder eine Steigerung der Wahlbeteiligung festgestellt werden, diese stieg auf rund 62 Prozent. Die folgende Tabelle zeigt die Gemeinderatswahlergebnisse ab 1978:
| Gemeinderat Bad Grönenbach: Wähleranteil und Gemeinderäte seit 1978 | Gemeinderat Bad Grönenbach: Wähleranteil und Gemeinderäte seit 1978 | Gemeinderat Bad Grönenbach: Wähleranteil und Gemeinderäte seit 1978 | Gemeinderat Bad Grönenbach: Wähleranteil und Gemeinderäte seit 1978 | Gemeinderat Bad Grönenbach: Wähleranteil und Gemeinderäte seit 1978 | Gemeinderat Bad Grönenbach: Wähleranteil und Gemeinderäte seit 1978 | Gemeinderat Bad Grönenbach: Wähleranteil und Gemeinderäte seit 1978 | Gemeinderat Bad Grönenbach: Wähleranteil und Gemeinderäte seit 1978 | Gemeinderat Bad Grönenbach: Wähleranteil und Gemeinderäte seit 1978 | Gemeinderat Bad Grönenbach: Wähleranteil und Gemeinderäte seit 1978 | Gemeinderat Bad Grönenbach: Wähleranteil und Gemeinderäte seit 1978 | Gemeinderat Bad Grönenbach: Wähleranteil und Gemeinderäte seit 1978 | Gemeinderat Bad Grönenbach: Wähleranteil und Gemeinderäte seit 1978 | Gemeinderat Bad Grönenbach: Wähleranteil und Gemeinderäte seit 1978 | Gemeinderat Bad Grönenbach: Wähleranteil und Gemeinderäte seit 1978 | Gemeinderat Bad Grönenbach: Wähleranteil und Gemeinderäte seit 1978 | Gemeinderat Bad Grönenbach: Wähleranteil und Gemeinderäte seit 1978 | Gemeinderat Bad Grönenbach: Wähleranteil und Gemeinderäte seit 1978 |
| ------------------------------------------------------------------- | ------------------------------------------------------------------- | ------------------------------------------------------------------- | ------------------------------------------------------------------- | ------------------------------------------------------------------- | ------------------------------------------------------------------- | ------------------------------------------------------------------- | ------------------------------------------------------------------- | ------------------------------------------------------------------- | ------------------------------------------------------------------- | ------------------------------------------------------------------- | ------------------------------------------------------------------- | ------------------------------------------------------------------- | ------------------------------------------------------------------- | ------------------------------------------------------------------- | ------------------------------------------------------------------- | ------------------------------------------------------------------- | ------------------------------------------------------------------- |
|                                                                     | CSU                                                                 | CSU                                                                 | SPD                                                                 | SPD                                                                 | Grüne                                                               | Grüne                                                               | FDP                                                                 | FDP                                                                 | Freie Wähler                                                        | Freie Wähler                                                        | Gemeinsame Wahlvorschläge                                           | Gemeinsame Wahlvorschläge                                           | Gesamt                                                              | Gesamt                                                              | Wahl- beteiligung                                                   |                                                                     |                                                                     |
| Wahlperiode                                                         | %                                                                   | Mandate                                                             | %                                                                   | Mandate                                                             | %                                                                   | Mandate                                                             | %                                                                   | Mandate                                                             | %                                                                   | Mandate                                                             | %                                                                   | Mandate                                                             | %                                                                   | Gesamtanzahl der Sitze im Gemeinderat                               | %                                                                   |                                                                     |                                                                     |
| 1978–1984                                                           | 67,05                                                               | 12                                                                  | 11,08                                                               | 1                                                                   |                                                                     |                                                                     | 6,14                                                                | 1                                                                   | 15,73                                                               | 2                                                                   |                                                                     |                                                                     | 100                                                                 | 16                                                                  | 69,10                                                               |                                                                     |                                                                     |
| 1984–1990                                                           | 59,33                                                               | 10                                                                  | 14,16                                                               | 2                                                                   |                                                                     |                                                                     | 26,51                                                               | 4                                                                   | 100                                                                 | 16                                                                  | 75,00                                                               |                                                                     |                                                                     |                                                                     |                                                                     |                                                                     |                                                                     |
| 1990–1996                                                           | 52,93                                                               | 9                                                                   | 16,30                                                               | 2                                                                   | 25,18                                                               | 4                                                                   | 5,59                                                                | 1                                                                   | 100                                                                 | 16                                                                  | 71,40                                                               |                                                                     |                                                                     |                                                                     |                                                                     |                                                                     |                                                                     |
| 1996–2002                                                           | 47,46                                                               | 10                                                                  | 16,09                                                               | 3                                                                   | 29,05                                                               | 6                                                                   | 7,40                                                                | 1                                                                   | 100                                                                 | 20                                                                  | 66,50                                                               |                                                                     |                                                                     |                                                                     |                                                                     |                                                                     |                                                                     |
| 2002–2008                                                           | 50,67                                                               | 10                                                                  | 19,16                                                               | 4                                                                   | 23,39                                                               | 5                                                                   | 6,78                                                                | 1                                                                   | 100                                                                 | 20                                                                  | 60,80                                                               |                                                                     |                                                                     |                                                                     |                                                                     |                                                                     |                                                                     |
| 2008–2014                                                           | 41,34                                                               | 9                                                                   | 16,19                                                               | 3                                                                   | 8,05                                                                | 1                                                                   | 34,41                                                               | 7                                                                   |                                                                     |                                                                     | 100                                                                 | 20                                                                  | 56,30                                                               |                                                                     |                                                                     |                                                                     |                                                                     |
| 2014–2020                                                           | 39,07                                                               | 8                                                                   | 17,32                                                               | 3                                                                   | 12,37                                                               | 3                                                                   | 31,24                                                               | 6                                                                   | 100                                                                 | 20                                                                  | 52,89                                                               |                                                                     |                                                                     |                                                                     |                                                                     |                                                                     |                                                                     |
| 2020–2026                                                           | 37,12                                                               | 8                                                                   | 15,50                                                               | 3                                                                   | 22,23                                                               | 4                                                                   | 25,15                                                               | 5                                                                   | 100                                                                 | 20                                                                  | 62,28                                                               |                                                                     |                                                                     |                                                                     |                                                                     |                                                                     |                                                                     |
| Prozentanteile gerundet.                                            |                                                                     |                                                                     |                                                                     |                                                                     |                                                                     |                                                                     |                                                                     |                                                                     |                                                                     |                                                                     |                                                                     |                                                                     |                                                                     |                                                                     |                                                                     |                                                                     |                                                                     |

### Bürgermeister
Erster Bürgermeister ist Bernhard Kerler (CSU). Er wird vertreten durch die zweite Bürgermeisterin Ilse Dorn (SPD) und den dritten Bürgermeister Martin Angerer (FW).

### Wappen und Flagge
Das Wappen wurde am 26. Januar 1838 durch König Ludwig I. von Bayern genehmigt.
| Wappen von Bad Grönenbach | Blasonierung: „In Grün ein silberner Schrägwellenbalken.“ |
| Wappen von Bad Grönenbach | Wappenbegründung: 1836 wünschte der Ort, der bisher kein Wappen besessen hatte, die beiden gleichgestalteten Burgen und Teile der Familienwappen früherer Grundherren, der Rotensteiner und der Marschälle von Pappenheim, als Wappeninhalt, während die Kreisregierung einen heraldischen Hinweis auf die einstige Zugehörigkeit Grönenbachs zum Stift Kempten vorschlug. Da das Reichsheroldamt beide Lösungen verwarf, wurden 1837 zwei weitere Entwürfe eingereicht. Die Gemeinde beantragte die „Ritterburgen der ehemaligen militum de Grunenbach auf einem grünen Hügel, aus welchem zwei Quellen entspringen, deren eine Badquelle vorstellt“. Damit hatte die Gemeinde aber wiederum kein Glück. Das Reichsheroldamt entschied sich mit Gutachten vom 16. Oktober 1837 für den Entwurf von Bernhard Zoer aus Immenstadt, der als „redendes“ Ortswappen einen grünen Wappenschild vorsah, durch den sich von der oberen rechten bis zur unteren linken Ecke ein silberner Bach schlängelt. Grönenbach hatte damit nach mehreren Anläufen, aber noch früher als die meisten übrigen Gemeinden, ein Gemeindewappen. |

Die Flagge wurde am 9. März 1936 durch Erlass des Reichsstatthalters genehmigt. Sie ist grün-weiß gestreift und zeigt das Gemeindewappen.

### Gemeindepartnerschaften
Bad Grönenbach unterhält seit dem 25. August 1981 eine Gemeindepartnerschaft mit der mittelitalienischen Gemeinde Castilenti in der Provinz Teramo. Mit etwa 1500 Einwohnern (Stand 2013) ist Castilenti deutlich kleiner als Bad Grönenbach. Um die Partnerschaft zu fördern, wurde am 19. November 1987 der Verein Freunde der Partnerschaft Bad Grönenbach – Castilenti e. V. gegründet.

## Kultur und Sehenswürdigkeiten

### Historische Bauwerke

#### Baudenkmäler
In der Liste der Baudenkmäler in Bad Grönenbach sind alle denkmalgeschützten Baudenkmäler gemäß der Denkmalliste des Bayerischen Landesamts für Denkmalpflege aufgeführt. Eine Reihe weiterer kleiner Flurdenkmäler auf dem Gebiet Bad Grönenbachs enthält die Liste von Flurdenkmälern in der Verwaltungsgemeinschaft Bad Grönenbach.

#### Hohes Schloss

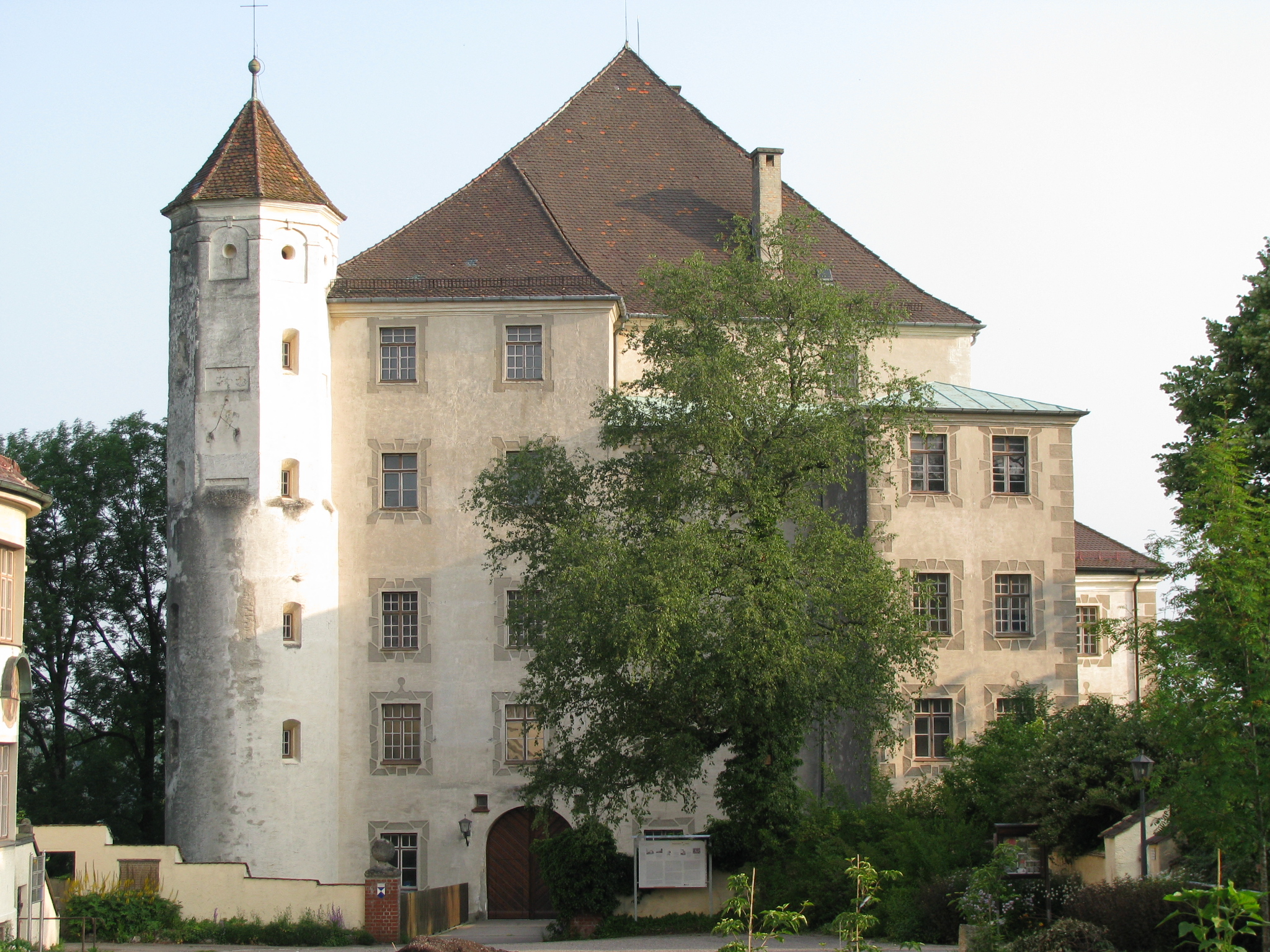
Hohes Schloss in Bad Grönenbach

Das Wahrzeichen Bad Grönenbachs ist das im 12. Jahrhundert erbaute Hohe Schloss. Es bildet mit dem Schlossberg eine Einheit. Seit 1384 war es der Sitz der Herren von Rothenstein, ab 1482 der Herren von Pappenheim. 1613 ging das Hohe Schloss in den Besitz der Fugger über. Ab 1695 bis zur Säkularisation gehörte es der Fürstabtei Kempten. Nach der Säkularisation war ab 1803 ein königlich-bayerisches Amtsgericht im Hohen Schloss untergebracht. Später erwarb Dominikus Ringeisen das Schloss, die Ursberger Schwestern bewohnten es. 1996 erwarb es der Markt Bad Grönenbach und seitdem wird es für Ausstellungen und standesamtliche Trauungen genutzt. Im Rahmen von Führungen kann das Schloss besichtigt werden.

#### Unteres Schloss

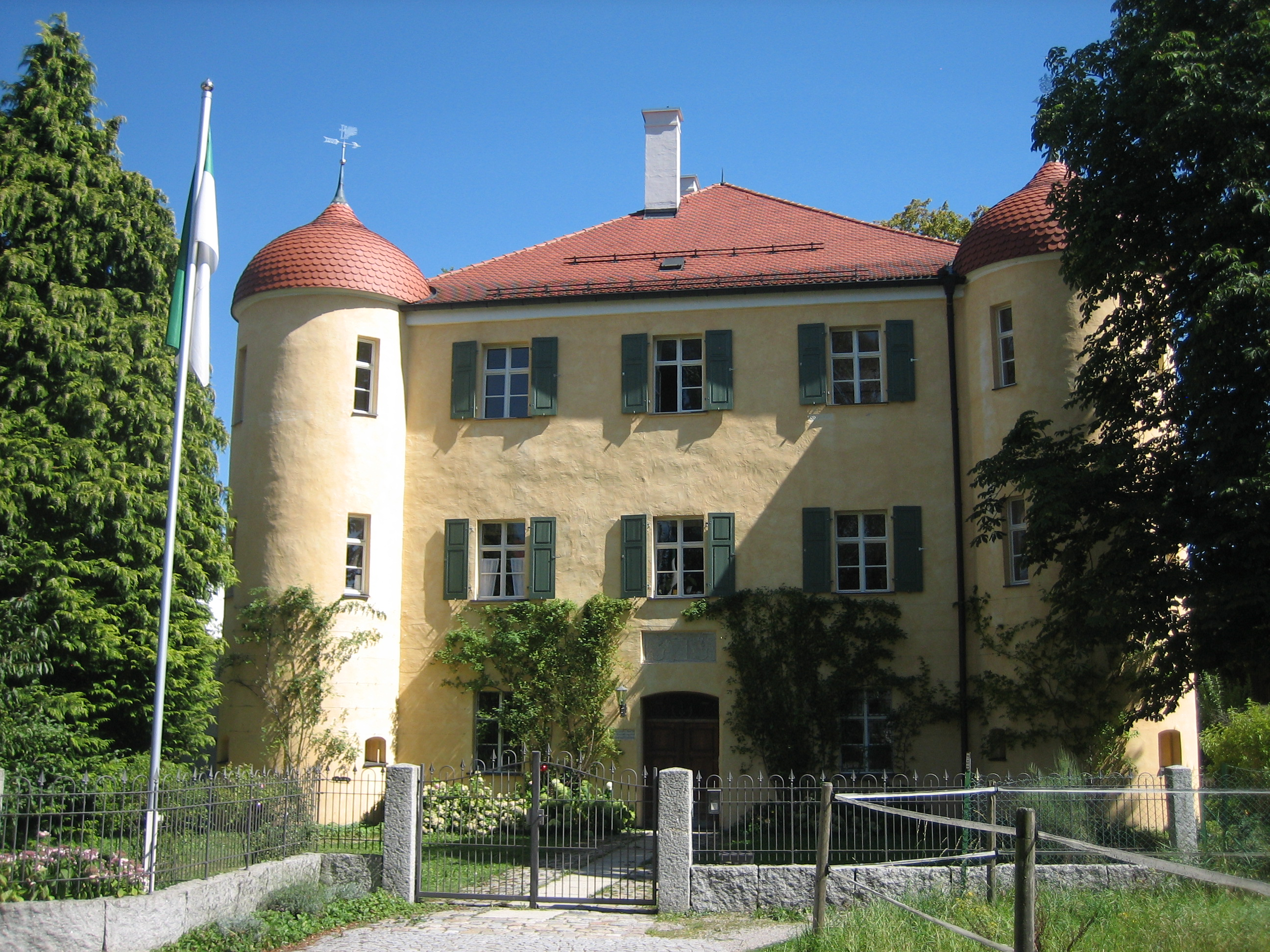
Unteres Schloss in Bad Grönenbach

Das Untere Schloss erbauten 1563 vier Brüder derer von Pappenheim als Witwensitz. Später waren pappenheimische Beamte und Beamte des Fürststifts Kempten dort untergebracht. Mit der Säkularisation wurde das Schloss 1803 durch den bayerischen Staat eingezogen und gelangte später in Privatbesitz, in dem es sich noch heute befindet.

#### Burg Rothenstein
Die Burg Rothenstein wurde im 11. Jahrhundert erbaut und war der Stammsitz derer von Rothenstein. Später ging die Burg in pappenheimischen Besitz über. Im Dreißigjährigen Krieg war sie Hauptquartier des schwedischen Feldmarschalls Carl Gustav Wrangel. Am 9. März 1873 stürzte sie, vermutlich aufgrund einer Erdsenkung, ein. Von der Burg an der Grenze zwischen dem Allgäu und Oberschwaben besteht nur noch eine Ruine.

#### Stiftskirche St. Philipp und Jakob

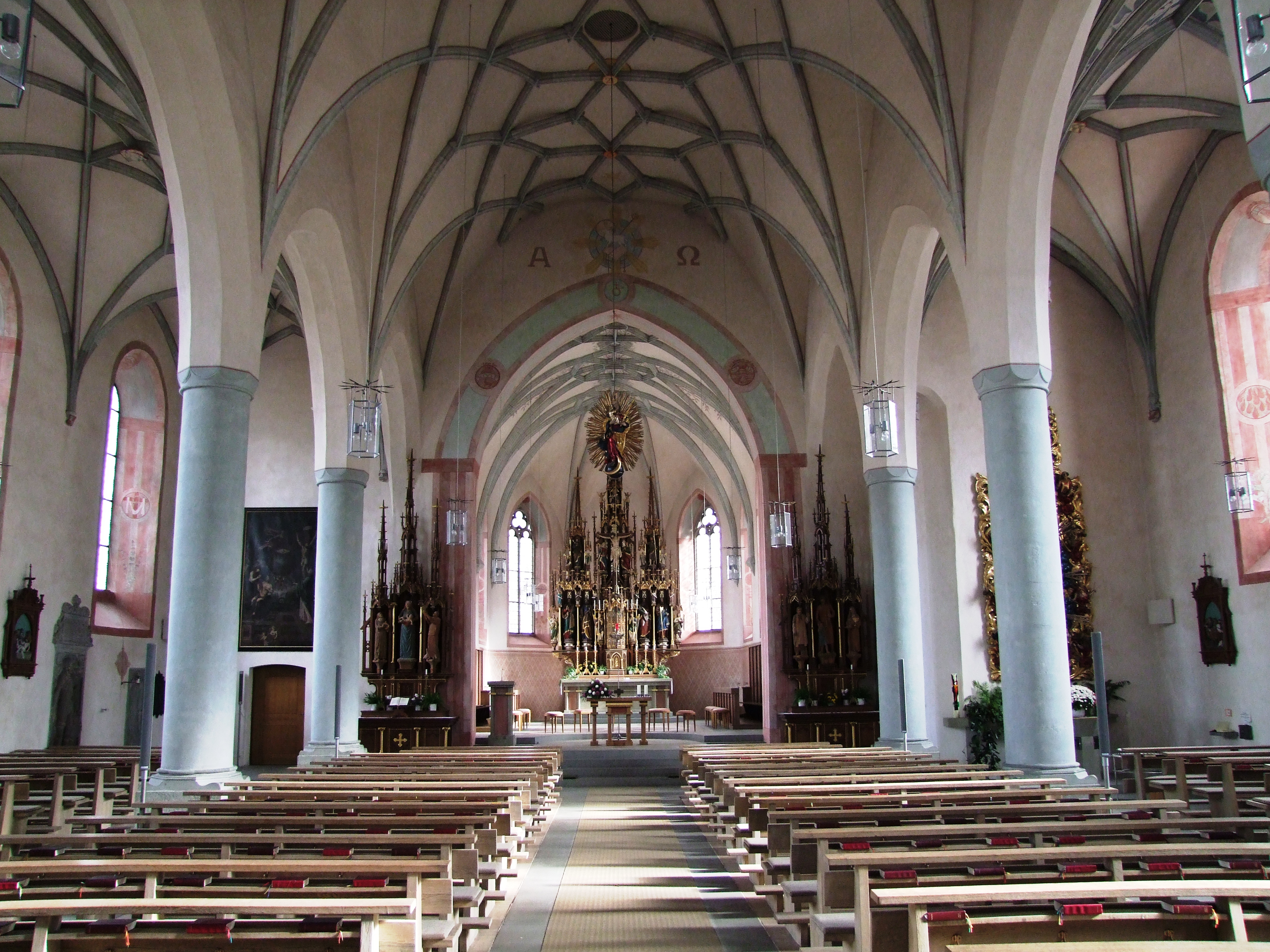
St. Philipp und Jakob in Bad Grönenbach

Die römisch-katholische Stiftskirche St. Philippus und Jakobus wurde erstmals am 27. Mai 1136 geweiht. Danach folgte ein gotischer Neubau, der am 15. Oktober 1445 geweiht wurde. Von der Vorgängerkirche ist die romanische Krypta erhalten. Ende des 16. und Anfang des 17. Jahrhunderts wurde die Stiftskirche als Simultankirche genutzt, 1663 wurde sie barockisiert. In der Kirche sind eine Reihe kunstvoller Epitaphien des ehemaligen Ortsadels angebracht.

#### Spitalkirche Heiliger Geist
Die Spitalkirche wurde 1479 von Ludwig von Rothenstein gestiftet. Im Dreißigjährigen Krieg wurde die Kirche 1633 zerstört. Ab dem Jahr 1649 wurde sie den reformierten Gläubigen nach längeren Auseinandersetzungen überlassen. Sie wurde wieder aufgebaut und ab 1723 wurden dort Gottesdienste gefeiert. Der Kirchturm wurde 1880 errichtet. Die Spitalkirche wird von der evangelisch-reformierten Kirchengemeinde Bad Grönenbach genutzt.

#### Kollegiatstift

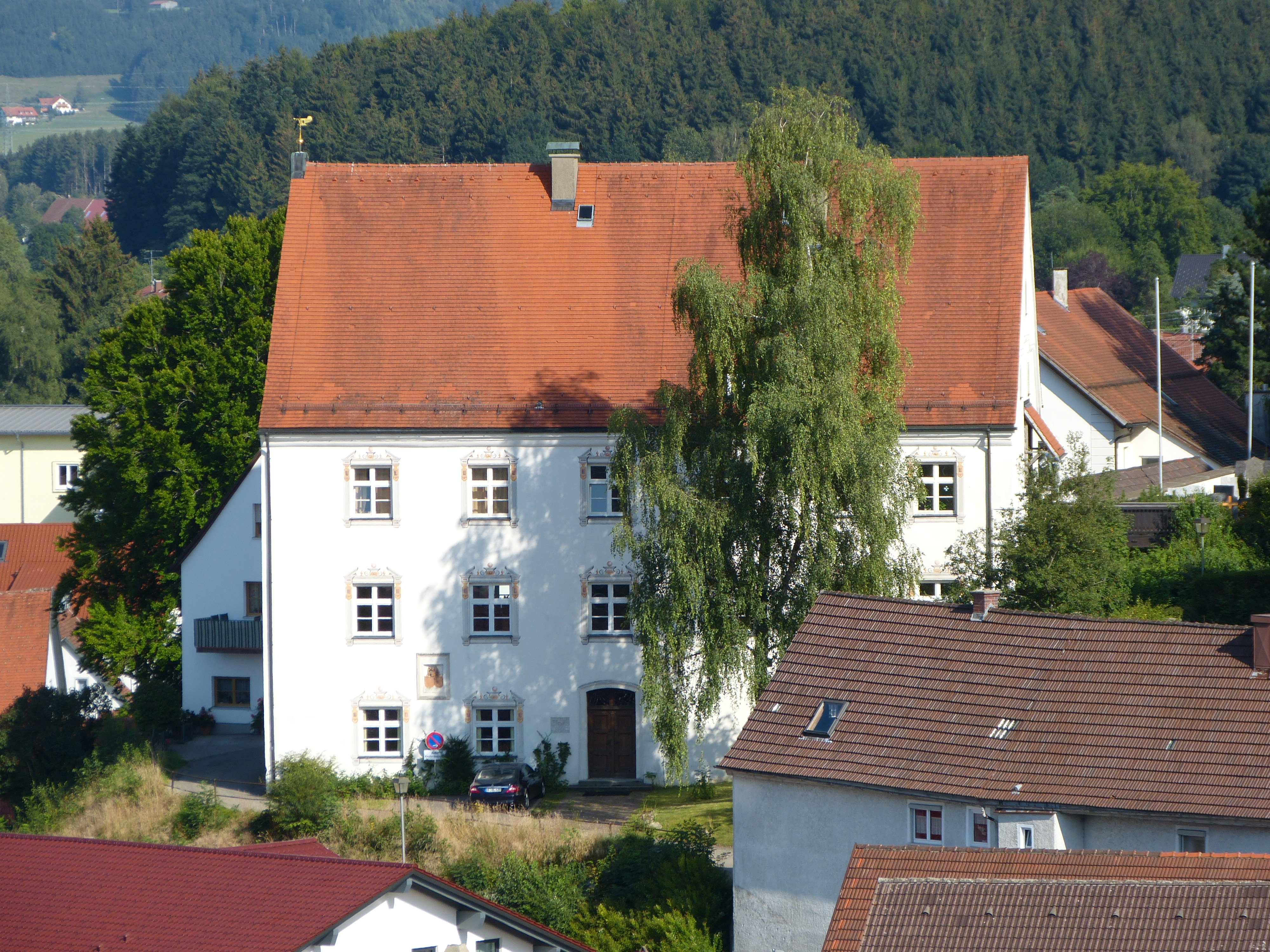
Kollegiatstift (Westansicht)

Neben der Stiftskirche St. Philipp und Jakob befindet sich das 1479 von Ludwig von Rothenstein und seiner Gemahlin Jutta von Hürnheim gestiftete Kollegiatstift. Das Wappen des Stifterehepaares ist an der westlichen Außenfassade angebracht. Am 25. Februar 1572 zerstörte ein Feuer das Gebäude. Danach wurde es wieder aufgebaut. Das in der Säkularisation aufgelöste Kollegiatstift ist heute Pfarrhof der römisch-katholischen Gemeinde.

#### Amtshaus Rothenstein
Das Amtshaus Rothenstein war ein Verwaltungsgebäude der Rothensteiner und Pappenheimer. Es wurde im 16. oder 17. Jahrhundert in der Zeit des Spätmanierismus errichtet. Wie das Hohe Schloss war das Amtshaus bis zur Säkularisation 1803 im Besitz des Fürststifts Kempten. Zwischenzeitlich wurde es von der katholischen Schulgemeinde erworben und diente später als Dienst- und Wohngebäude der Landpolizei. Das Gebäude am Beginn der Zufahrtsstraße zum Hohen Schloss befindet sich jetzt in Privatbesitz.

### Gedenkbäume
Im Oktober 2015 wurde ein Baumdenkmal für die Deutsche Einheit gepflanzt. Es befindet sich im Bad Grönenbacher Wald an der Lichtung in Richtung Dachsweg.

### Vereine
Die Königlich privilegierte Schützengesellschaft Grönenbach/Allgäu ist der älteste Verein in Bad Grönenbach. Die Chronik des Vereins berichtet davon, dass bereits in den Jahren 1579 bis 1615 Teilnehmer aus Grönenbach an Preisschießen teilgenommen haben. Das offizielle Gründungsjahr des Vereins ist 1685. Ursprünglich bestanden vier getrennte Schützenvereine in Grönenbach, die während der Zeit des Nationalsozialismus, in den Jahren 1936 bis 1938, zu einem gemeinsamen Verein vereinigt wurden. Im Zweiten Weltkrieg kamen die Aktivitäten des Vereins zum Erliegen, bis er nach Kriegsende 1945 verboten wurde. Die Besatzungsmächte zogen sämtliche Gewehre und Pistolen ein. Erst 1951 wurde die Schützengesellschaft erneut gegründet.
Aus dem Zusammenschluss des 1860 gegründeten Soldatenvereins und der 1871 gegründeten Kriegerkameradschaft ging 1904 die Krieger- und Soldatenkameradschaft Grönenbach hervor. Sie wurde am 4. März 1938 per Verordnung in den NS-Reichskriegerbund eingegliedert, der nach dem Kontrollratsgesetz Nr. 2 vom 10. Oktober 1945 verboten und aufgelöst wurde. Die Neugründung erfolgte im Jahr 1953. Sieben Jahre später, 1960, wurde die dritte Vereinsfahne angeschafft. Die erste Vereinsfahne wurde 1872 durch die damalige Kriegerkameradschaft, die zweite nach dem Zusammenschluss 1904 erworben.
Die Gründung der Freiwilligen Feuerwehr in Bad Grönenbach erfolgte 1873 auf Anregung des Königshauses. Noch im 19. Jahrhundert wurde eine pferdebespannte Handdruckspritze erworben. Im Jahr 1928 erwarb der Verein die erste mit Benzin betriebene Motorspritze. Diese musste per Hand zum Einsatz gezogen werden. Das erste Löschfahrzeug wurde 1952 erworben und 1973 durch ein Tanklöschfahrzeug ergänzt. In der Folge wurden weitere Fahrzeuge angeschafft, um den Fuhrpark zu ergänzen oder um veraltete Fahrzeuge auszumustern.
Der Obst- und Gartenbauverein in Grönenbach wurde 1885 als Bienenzucht- und Obstbauverein gegründet; dazu gehörten auch die Filialen in den Nachbargemeinden Zell und Woringen. Der Bereich Bienenzucht wurde nach dem Zweiten Weltkrieg in einen eigenen Imkerverein ausgegliedert. Im Jahr 1937 pflanzte der Verein rund 380 Obstbäume auf dem Gemeindegebiet, was auch dazu beigetragen hat, dass Grönenbach zum Allgäuer Musterdorf ernannt wurde.
Der Turnverein Grönenbach wurde 1894 gegründet. In der Folgezeit wurden die Sportstätten ständig erweitert und ausgebaut, so wurden 1925 die Turnhalle, 1956 der Sportplatz und 1968 der Eissportplatz errichtet.
Auf Anregung des Königshauses wurde 1898 der Heimat- und Verschönerungsverein, unter dem damaligen Namen Verschönerungsverein, gegründet, mit dem Ziel der Förderung des Fremdenverkehrs.
Außerdem gibt es unter anderem den Trachten- und Heimatverein (seit 1921), den Kneippverein (seit 1950) und den Musikverein (seit 1954).

## Wirtschaft und Infrastruktur
Im nördlichen Gemeindegebiet befindet sich das größte Kiesabbaugebiet Süddeutschlands.

### Unternehmen
Die Landwirtschaft ist in Bad Grönenbach mit einer Flächennutzung von 62 Prozent stark ausgeprägt. Die amtliche Statistik weist für 2010 98 Halter von Viehbestand aus. Das verarbeitende Gewerbe bestand 2013 aus sechs Betrieben und beschäftigte 352 Mitarbeiter, im Bauhauptgewerbe gab es 2014 elf Betriebe mit 109 Beschäftigten. Die Gesamtzahl der sozialversicherungspflichtig Beschäftigten hat sich mit 1803 im Jahr 2013 im Vergleich zu 1530 im Jahr 2008 in fünf Jahren um rund 18 Prozent gesteigert. Die Gewerbeanmeldungen lagen im gleichen Jahr mit 47 geringfügig über den Gewerbeabmeldungen von 44.
Östlich des Hauptortes, zwischen der A7 und der Bahnlinie, erstreckt sich das Gewerbegebiet Thal mit Niederlassungen verschiedener Firmen wie Rapunzel Naturkost und der Spedition Nagel. Daneben hat eine Reihe weiterer, kleiner Firmen der Folienherstellung, des Maschinenbaus und des produzierenden Gewerbes dort ihren Sitz.

### Tourismus und Fremdenverkehr
Ein entscheidender Wirtschaftsfaktor ist der Fremdenverkehr. Im Jahr 2019 wurden ein bisheriges Maximum von 34.120 Gästen mit 187.015 Übernachtungen gezählt. Das entspricht einer durchschnittlichen Aufenthaltsdauer von etwas mehr als fünf Tagen pro Gast. Es gab 850 Gästebetten, die zu rund 60 Prozent ausgelastet waren. Im Zuge der COVID-19-Pandemie und damit einhergehenden zeitweisen Schließungen, sanken die Gästezahlen 2020 auf rund 13.000 und die Übernachtungen auf circa 95.000, während die Aufenthaltsdauer auf über sieben Tage anstieg. Die Auslastung lag bei rund 40 Prozent.

### Gesundheitswesen
Die Gesundheitsfürsorge ist in Bad Grönenbach sehr stark vertreten. Die Helios-Klinik-Gruppe betreibt zwei Kliniken im Ort, eine Reha-Klinik für Hörstörung, Tinnitus, Schwindel, Innere Medizin, Orthopädie und Unfallchirurgie. Die zweite Reha-Klinik widmet sich der Akutbehandlung und Rehabilitation in der Psychosomatischen Medizin. Auf dem Stiftsberg ist die Helios Privatklinik Allgäu für Psychosomatische Medizin untergebracht. Den Naturheilverfahren und der Kneippkur widmen sich das Kneipp-Sanatorium Bad Clevers, die Privatklinik & Gesundheitshotel am Schlossberg und das F.-X.-Mayr-Kur-Zentrum Bad Grönenbach. Im Gemeindeteil Thal befindet sich die Villa Thal für Naturheilverfahren und Regulationsdiagnostik sowie für Tumortherapie und Immunologie.
Die Psychosomatische Klinik Bad Grönenbach wurde von Konrad Stauss gegründet und von 1979 bis 2000 als ärztlicher Direktor geleitet. Diese Arbeit wird heute in der Psychosomatischen Privatklinik Bad Grönenbach weitergeführt.

### Öffentliche Einrichtungen
Das 2005 errichtete Alten- und Pflegeheim St. Dominikus befindet sich im Ortszentrum in unmittelbarer Nähe des Hohen Schlosses. Es bietet 50 Pflegeplätze in Ein- und Zweibettzimmern. Geführt wird es von der Stiftung Liebenau.

Logo des Kinderhospizes St. Nikolaus

Im März 2007 wurde das Kinderhospiz St. Nikolaus eröffnet. Es betreut Kinder, die an einer unheilbaren lebensverkürzenden Krankheit leiden, und deren Familien. Das Hospiz ist Mitglied im Deutschen Kinderhospizverein. Es verfügt über 16 Zimmer, wovon die eine Hälfte den erkrankten Kindern und die andere Familienmitgliedern zur Verfügung steht.

### Bildung

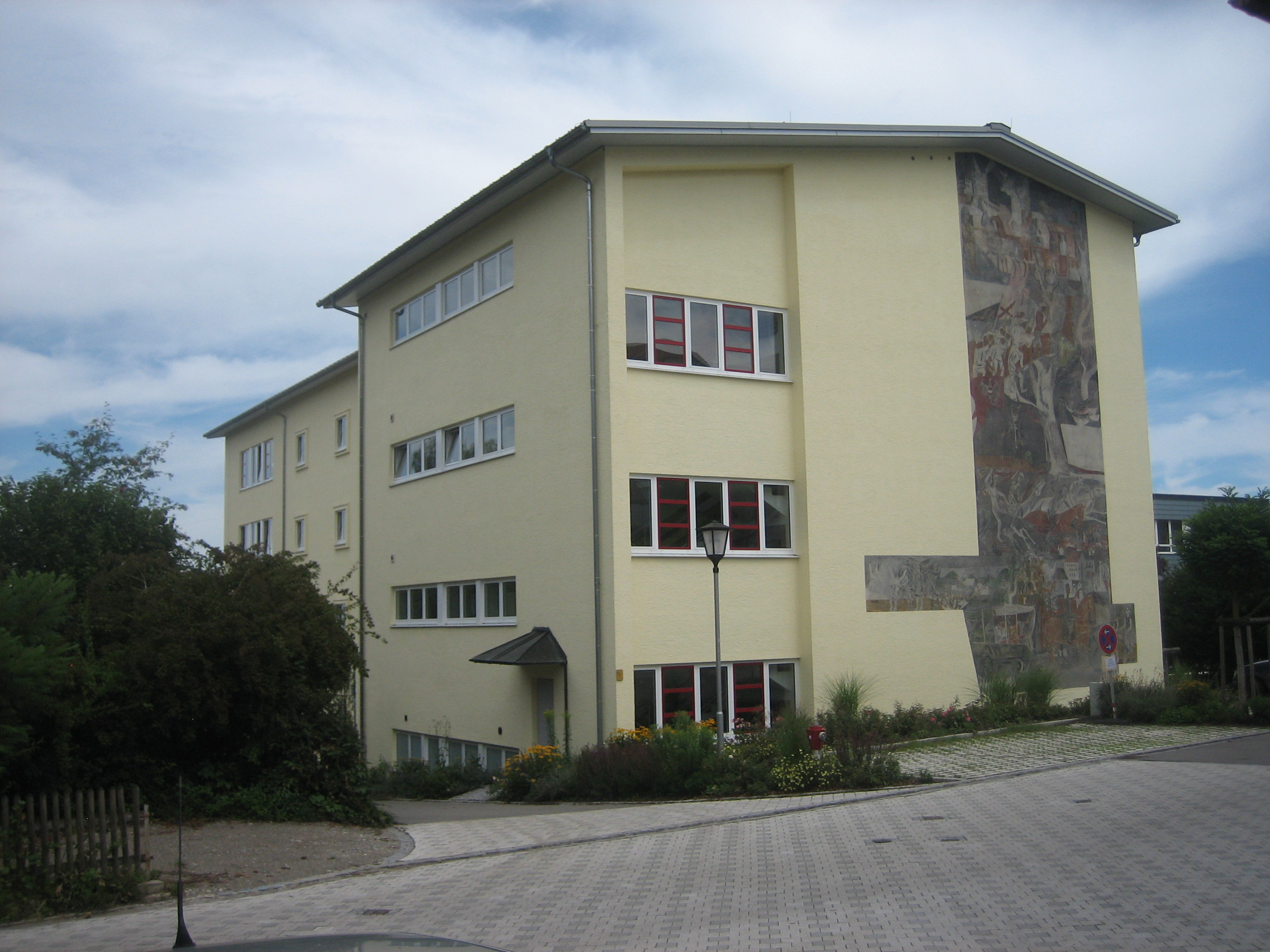
Sebastian-Kneipp-Volksschule in Bad Grönenbach

Die Sebastian-Kneipp-Volksschule mit Grund- und Mittelschule trägt ihren Namen seit Dezember 1998. Im Jahrgang 2010/2011 besuchten 311, im Jahrgang 2020/2021 303 Schüler den Unterricht. Die Schule ist Mitglied des Schulverbandes Bad Grönenbach, Wolfertschwenden und Woringen.
Bad Grönenbach verfügt über drei Kindergärten, einen katholischen, einen evangelisch-reformierten und einen Waldkindergarten. Ein weiterer Kindergarten befindet sich im Gemeindeteil Zell. Im Jahr 2020 besuchten 253 Kinder diese Einrichtungen.
Die Gemeinde- und Kurbücherei ist im Gebäude des Alten- und Pflegeheimes unterhalb des Hohen Schlosses untergebracht. Der Bestand umfasste im Jahr 2020 rund 7500 Medien, bestehend aus Romanen, Kinder- und Sachbüchern sowie elektronischen Medien. Die Bücherei hat 15 Mitarbeiter, im Jahr 2020 gab es rund 9.900 Entleihungen.

### Verkehr
Bad Grönenbach liegt an der Kreisstraße MN 19, die nördlich von Memmingen über Woringen und Zell durch Bad Grönenbach bis Wolfertschwenden in östlicher Richtung verläuft. In der Ortsmitte von Bad Grönenbach beginnt die Kreisstraße MN 24, die zur Grenze des Landkreises Oberallgäu im Süden führt. Aus westlicher Richtung führt die Kreisstraße MN 21 von Legau über die Weiler Au und Rothenstein nach Bad Grönenbach und mündet dort in die Kreisstraße MN 24.
Östlich von Bad Grönenbach verläuft die Autobahn A 7. Die Anschlussstelle 131 Bad Grönenbach liegt rund zwei Kilometer östlich am Rande des Gewerbegebietes Thal.
Der Bahnhof Bad Grönenbach liegt außerhalb des Ortes im Gemeindeteil Thal, ungefähr 2,5 km vom Ortszentrum entfernt an der Illertalbahn. Ursprünglich sollte die Bahnstrecke direkt an Bad Grönenbach vorbeiführen, wurde 1862 jedoch auf die bestehende Streckenführung umgeplant.
Durch Bad Grönenbach führen der zwischen Ulm und Oberstdorf verlaufende Iller-Radweg und der Kneipp-Radweg, der 1997 anlässlich des 100. Todestages von Sebastian Kneipp eingerichtet wurde und mit einer Länge von rund 50 Kilometern die Kneippkurorte Bad Grönenbach, Ottobeuren und Bad Wörishofen verbindet. Der Schwäbische Bäderradweg verläuft auf seiner knapp 250 Kilometer langen Route von Überlingen am Bodensee bis zum Kneippkurort Bad Wörishofen ebenso durch Bad Grönenbach wie die ca. 475 Kilometer lange Radrunde Allgäu. Nahezu durchgehende Radweg-Verbindungen bestehen von Bad Grönenbach zu den Gemeinden der Verwaltungsgemeinschaft Woringen und Wolfertschwenden.

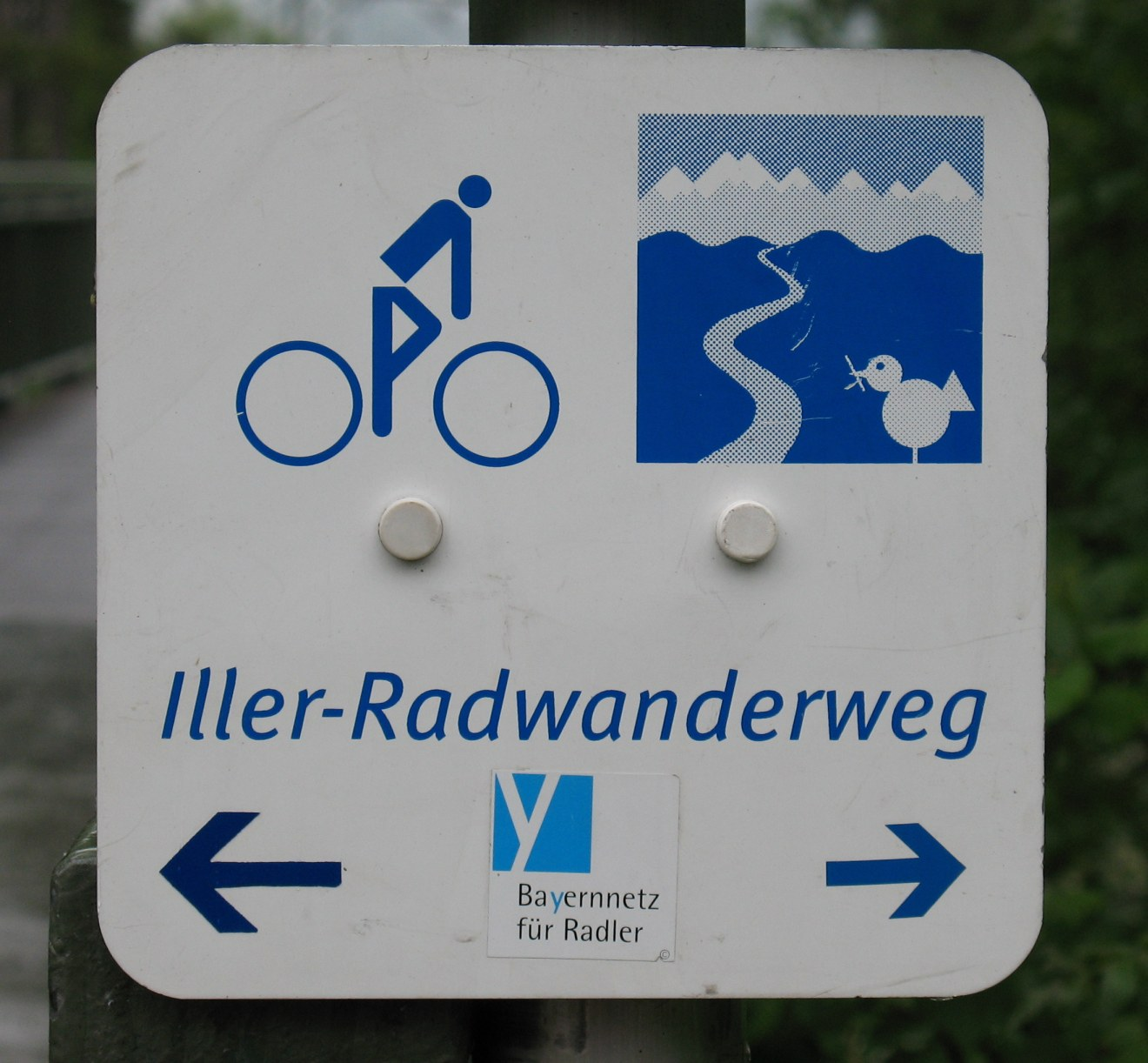
Streckenschild des Iller-Radwanderweges
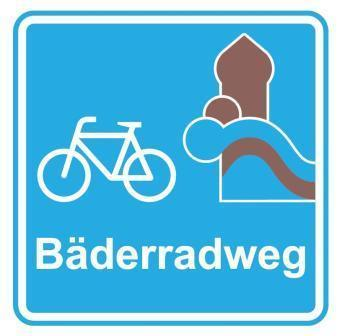
Ausschilderung des Schwäbischen Bäderradweges

Die Ostroute der Oberschwäbischen Barockstraße, die Schwäbische Bäderstraße und der Bayerisch-Schwäbische Jakobusweg führen durch den Ort.

## Persönlichkeiten

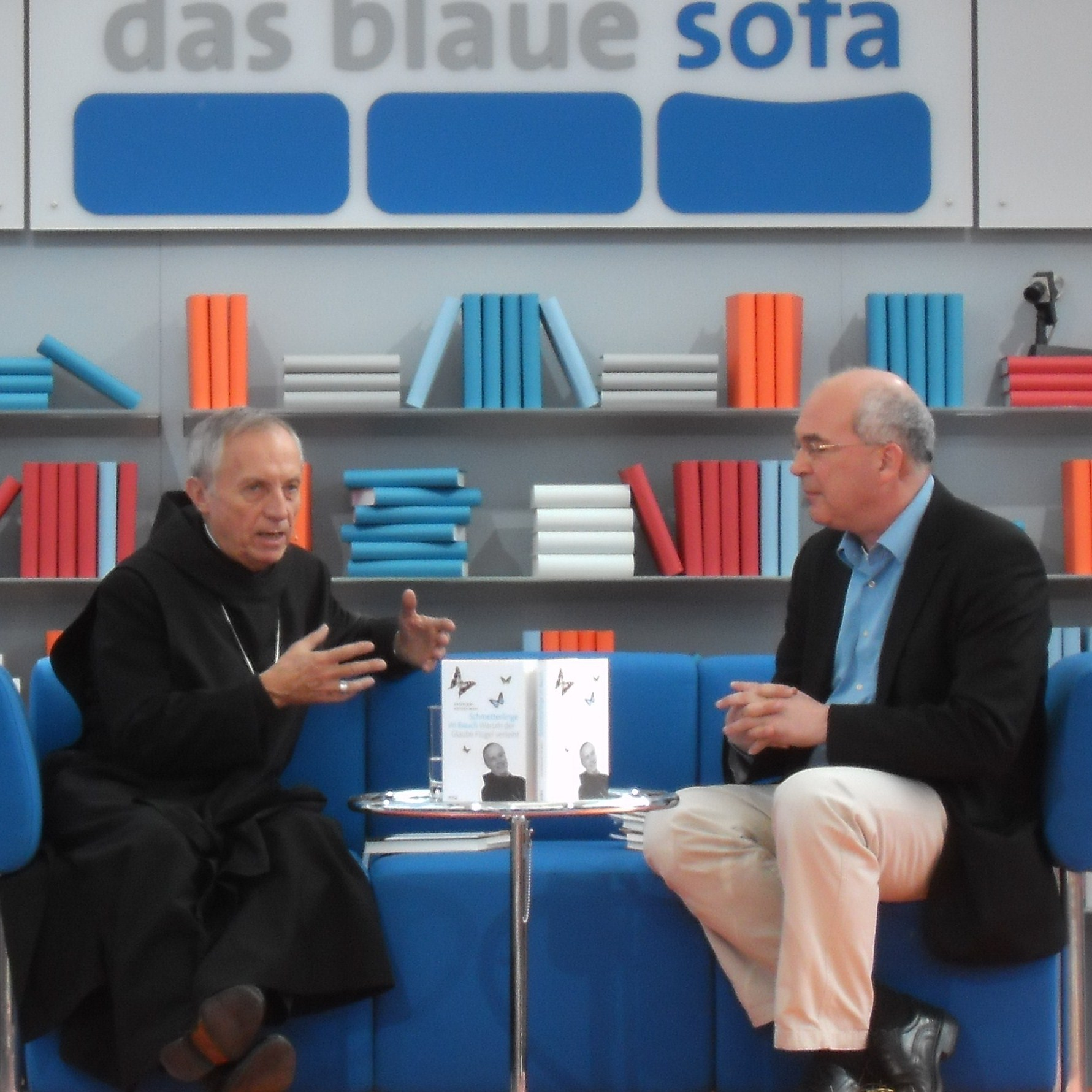
Notker Wolf auf der Leipziger Buchmesse am 19. März 2011

### Ehrenbürger
- 1887: Rösch, Königlicher Bezirksamtmann aus Memmingen
- 1906, 16. September: J. Schatz, Evangelischer Pfarrer für 40-jährige Seelsorgetätigkeit
- 1923, 18. Mai: Ludwig Eberle, Bildhauer und Maler, verliehen anlässlich der Enthüllung des Kriegerdenkmales
- 1930, 9. Januar: Josef Rauh, verliehen aufgrund der Verdienste als Gemeinderat und Bürgermeister
- 1948, 30. Juni: Alois Eß, katholischer Pfarrer, anlässlich des 50-jährigen Priesterjubiläums
- 1963, 9. Oktober: Matthäus Wiedenmayer, Verdienste als Bürgermeister
- 1972, 1. Juli: Jakob Epp, zur Würdigung der Verdienste als Gemeinderat und Bürgermeister
- 1997, 8. Mai: Alfonsa Leberle, für ihre Verdienste als Schulleiterin und Oberin auf dem Schloßberg
- 20./21. Jahrhundert: Stefan Ried, katholischer Pfarrer
- 2010, 17. September: Notker Wolf, Abtprimas des Benediktinerordens

### Söhne und Töchter des Marktes
- Hans Häberlin (15. Jahrhundert–1526), reformatorischer Laienprediger, wurde bei Leubas erhängt
- Alexander von Pappenheim (1530–1612), Reichserbmarschall und kaiserlicher Rat
- Franz Schmier OSB (1679–1728), Benediktiner in der Abtei Ottobeuren; Professor des Kirchenrechts und Rektor der Universität Salzburg.[73]
- Benedikt Schmier OSB (1682–1744), Benediktiner in der Abtei Ottobeuren; Professor der Philosophie, später der Theologie, an der Universität Salzburg.[74]
- Hans Jakob Pestalozzi (1707–1782), Gründer des Seidenfabrikations- und Bankhauses Frey & Pestalozzi
- Johann Michael Holzhey (1729–1762), Maler und Freskant
- Johann Gottlieb Prestel (1739–1808), Kupferstecher und Maler
- Julius Stief (1827–1896), Verleger und Politiker
- Maximilian Huber (1833–1919), katholischer Theologe, Schriftsteller und Jesuitenpater
- Hubert von Grashey (1839–1914), Psychiater und Hochschullehrer, Schwiegersohn von Bernhard von Gudden und Mitverfasser des Gutachtens zur Absetzung König Ludwig II. von Bayern
- Ludwig Eberle (1883–1956), Bildhauer und Maler
- Hugo Deiring (1920–1999), Journalist und langjähriger Chefredakteur der Süddeutschen Zeitung
- Xaver Höger (1930–2014), Leichtathlet und Teilnehmer an den Olympischen Spielen 1960 in Rom
- Luitpold Dorn (1935–2007), Journalist und Autor
- Notker Wolf (1940–2024), Abtprimas des Benediktinerordens
- Michael Habeck (1944–2011), Schauspieler, Synchronsprecher, Sänger

### Persönlichkeiten, die mit dem Ort verbunden sind
- Ludwig von Rothenstein (14./15. Jahrhundert–1482) erbrachte mehrere Stiftungen in Grönenbach, so das Kollegiatstift und das Heilig-Geist-Spital
- Philipp von Pappenheim (1542–1619) führte 1559 die evangelisch-reformierte Konfession in Grönenbach ein
- Paul Fugger von Kirchberg und Weißenhorn (1637–1701), Herr zu Grönenbach, unter ihm vollzog sich 1695 die Rückgabe der Herrschaft Grönenbach an das Fürststift Kempten
- Johann Heinrich Ulrich (1665–1730), evangelisch-reformierter Pfarrer in der Zeit von 1691 bis 1699
- Johann Ludwig Nüscheler (1672–1737), evangelisch-reformierter Pfarrer in der Zeit von 1699 bis zu seiner Flucht 1703 in die Schweiz
- Christoph Ludwig Koeberlin (1794–1862) war Ortspfarrer und Botaniker in Grönenbach
- Matthias Merkle (1816–1881), mehrere Jahre Kaplan in Grönenbach, Lateinlehrer von Sebastian Kneipp in dieser Zeit
- Sebastian Kneipp (1821–1897) war in den Jahren 1842 und 1843 in Grönenbach, um Latein zu lernen
- Dominikus Ringeisen (1835–1904) erwarb 1901 das Hohe Schloss und richtete dort eine Niederlassung der von ihm gegründeten St.-Josefs-Kongregation ein
- Wilhelm Cronenberg (1836–1915), deutscher Fotograf und Pionier der Fototechnik, leitete ab 1858 oder 1881 bis 1901 eine praktische Lehranstalt für Photographie im Hohen Schloss[75]
- Armin Gehret (1923–2019), Cartoonist, Zeichner und Maler
- Karl Braun (* 1930), späterer Bischof von Eichstätt, wirkte vorher mehrere Jahre in Grönenbach als Diakon
- Johann Fleschhut (1956–2024), Erster Bürgermeister von 1987 bis 2002[76]

### Bundesverdienstkreuz
Am 3. August 2009 wurde dem Bad Grönenbacher Landwirt Josef Epp das Bundesverdienstkreuz verliehen für seinen Einsatz in der Kommunalpolitik und Landwirtschaft. Hubert Rauh wurde die Auszeichnung am 30. Juli 2025 durch Europaminister Eric Beißwenger verliehen, ebenfalls für seine kommunalpolitischen Verdienste und Einsatz in der Kirchenverwaltung.